# Maladera fulgida
Maladera fulgida är en skalbaggsart som beskrevs av Brenske 1898. Maladera fulgida ingår i släktet Maladera och familjen Melolonthidae. Inga underarter finns listade i Catalogue of Life.